# Ge Chutong
Dans ce nom chinois, le nom de famille, Ge, précède le nom personnel.
Pour les articles homonymes, voir Ge.
Ge Chutong (chinois : 葛楚彤), née le 23 septembre 2003 dans le district de Zhifu, est une nageuse chinoise, spécialiste de la nage libre et du 4 nages et participant aux relais nage libre.

## Carrière sportive
Aux championnats du monde de natation 2023, elle participe aux épreuves de 400 mètres quatre nages (12e des séries en 4 min 41 s 87) et à la série du relais 4 x 200 mètres féminin (médaillée de bronze mais ne participe à la finale). Elle remporte le titre avec le relais 4x200 aux Jeux asiatiques de 2022 qui ont eu lieu en septembre 2023.
Aux Jeux olympiques d'été de 2024, elle participe au relais 4 x 200 mètres nage libre féminin et remporte la médaille de bronze comme troisième relayeuse en finale.

## Palmarès

### Jeux olympiques
- Jeux olympiques d'été de 2024 à Paris :
  -  Médaille de bronze du relais 4 × 200 m nage libre.